# مطار كالبايوج
مطار كالبايوج (بالإنجليزية: Calbayog Airport)‏ (إياتا: CYP، إيكاو: RPVC) هو مطار عام يخدم مدينة كالبايوج ويشغل المطار هيئة الطيران المدني الفلبينية.